# María Salerno
María Salerno (auch Marta Monterrey; * 14. Februar 1948 in León) ist eine spanische Schauspielerin.

## Leben
Salerno begann ihre Laufbahn Ende der 1960er Jahre unter dem Künstlernamen Marta Monterrey als Darstellerin in Italowestern. Anfang der 1970er Jahre wurde sie, nun unter ihrem Geburtsnamen, durch ihre Sprechertätigkeit für das Radio bekannt und war in mehr als 500 Folgen der Radiosoap Simplemente María zu hören. Dem Fernsehpublikum wurde Salerno als Mitglied der ersten Stammbesetzung der 1972 kreierten, über Jahrzehnte erfolgreichen Spielshow Un, dos, tres… responda otra vez ein Begriff, obwohl sie nur wenige Monate bei der Sendung blieb. Sie nutzte die Popularität für anschließende Filmprojekte. Neben sporadischen Engagements als Fernsehsprecherin in Musikshows wirkte sie ab Mitte der 1970er Jahre auch an rund zwanzig Erotikfilmen mit. 1985 spielte sie wieder unter dem Pseudonym Marta Monterrey in dem Horrorfilm El retorno de los vampiros („Die Rückkehr der Vampire“) des spanischen Regisseurs José María Zabalza mit. Danach beendete Salerno ihre Laufbahn.

## Filmografie (Auswahl)
- 1969: Garringo – der Henker (Garringo)
- 1970: Bleigewitter (Reverendo Colt)
- 1970: La muerte busca un hombre
- 1975: Der gelbe Koffer (Con la musica en otra parte)
- 1985: El misterio de Cynthia Baird